# Sam Ferris
Samuel "Sam" Ferris, född 29 augusti 1900 i Dromore i nuvarande Nordirland, död 21 mars 1980 i Torquay, var en brittisk friidrottare.
Ferris blev olympisk silvermedaljör på maraton vid sommarspelen 1932 i Los Angeles.